# Caloptilia populetorum
Caloptilia populetorum là một loài loài bướm thuộc họ Gracillariidae. Loài này có ở khắp châu Âu, ngoại trừ Ý, Bán đảo Balkan và quần đảo Địa Trung Hải.
Sải cánh từ 11–14 mm. Con trưởng thành mọc cánh từ tháng 8, sau đó ở qua mùa đông rồi đến tháng 4 hoặc tháng 5 mới xuất hiện trở lại.
Mặc dù tên khoa học populetorum có thể khiến liên tưởng ấu trùng của chúng ăn các loài Populus (dương), thực tế chúng ăn lá các loài Betula, trong đó có Betula pendula và Betula pubescens. Ban đầu chúng ăn trong một kẽ cây sau đó cuộn tròn lá cây rồi ăn bên trong.

## Hình ảnh

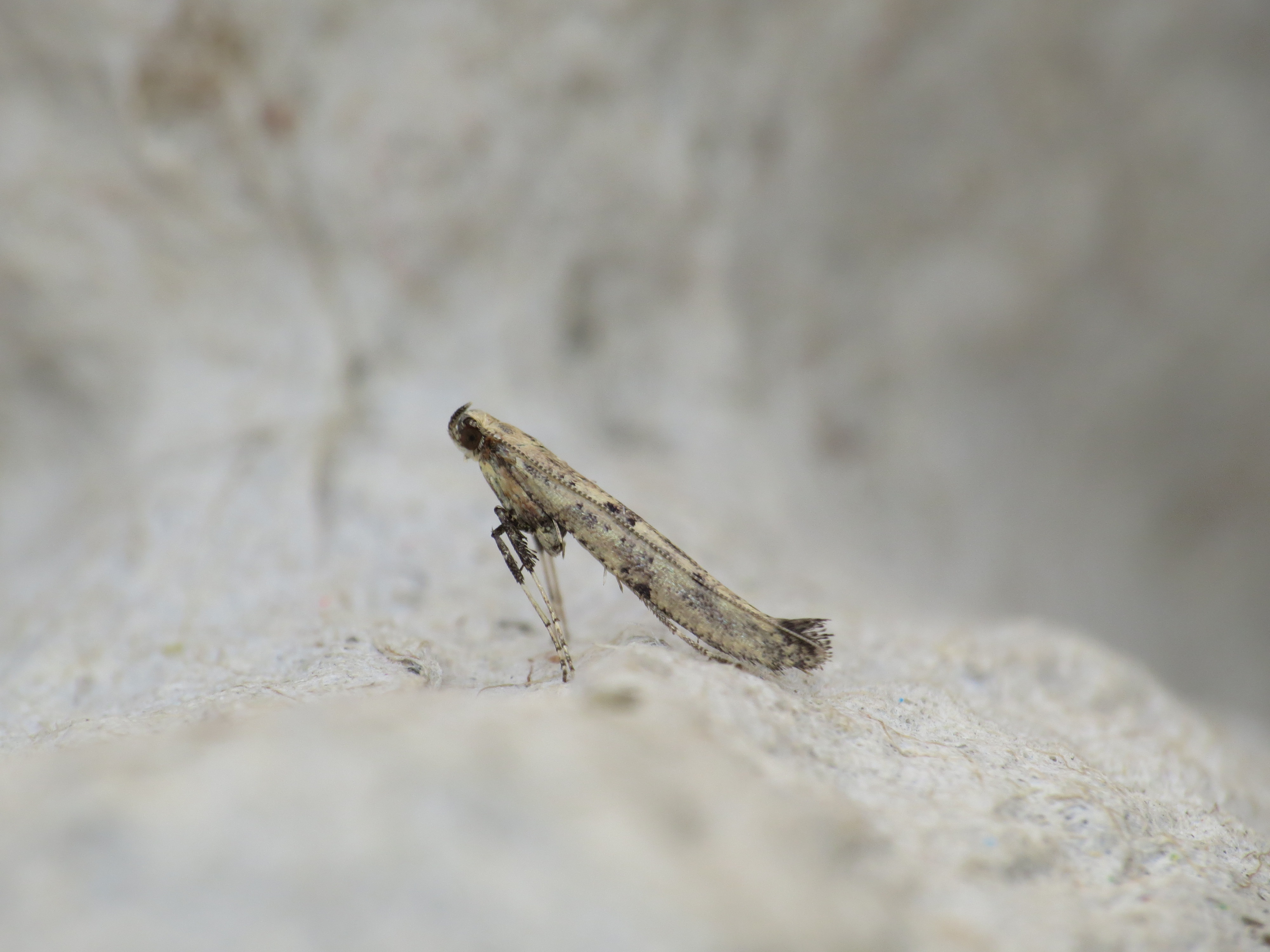
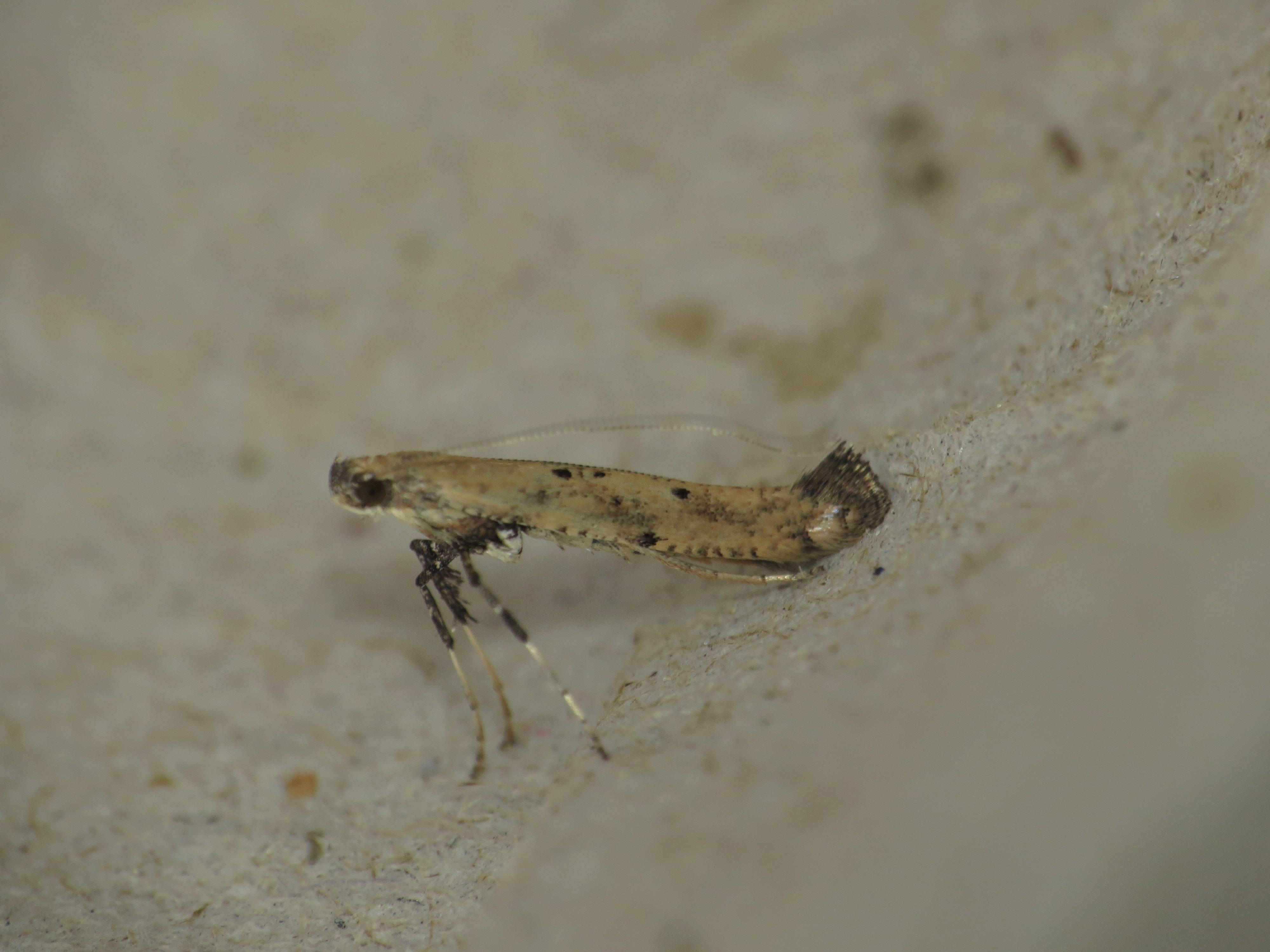
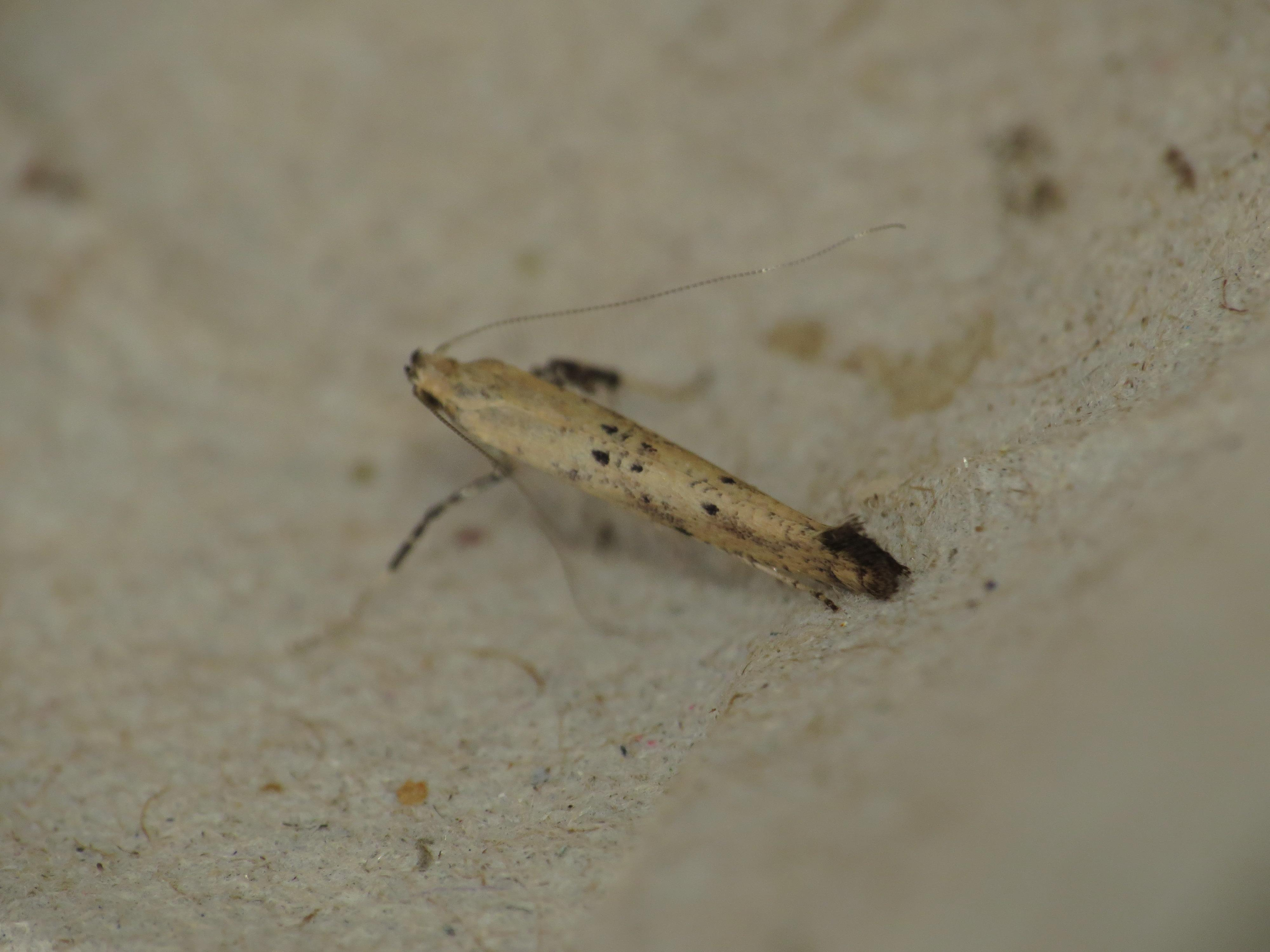
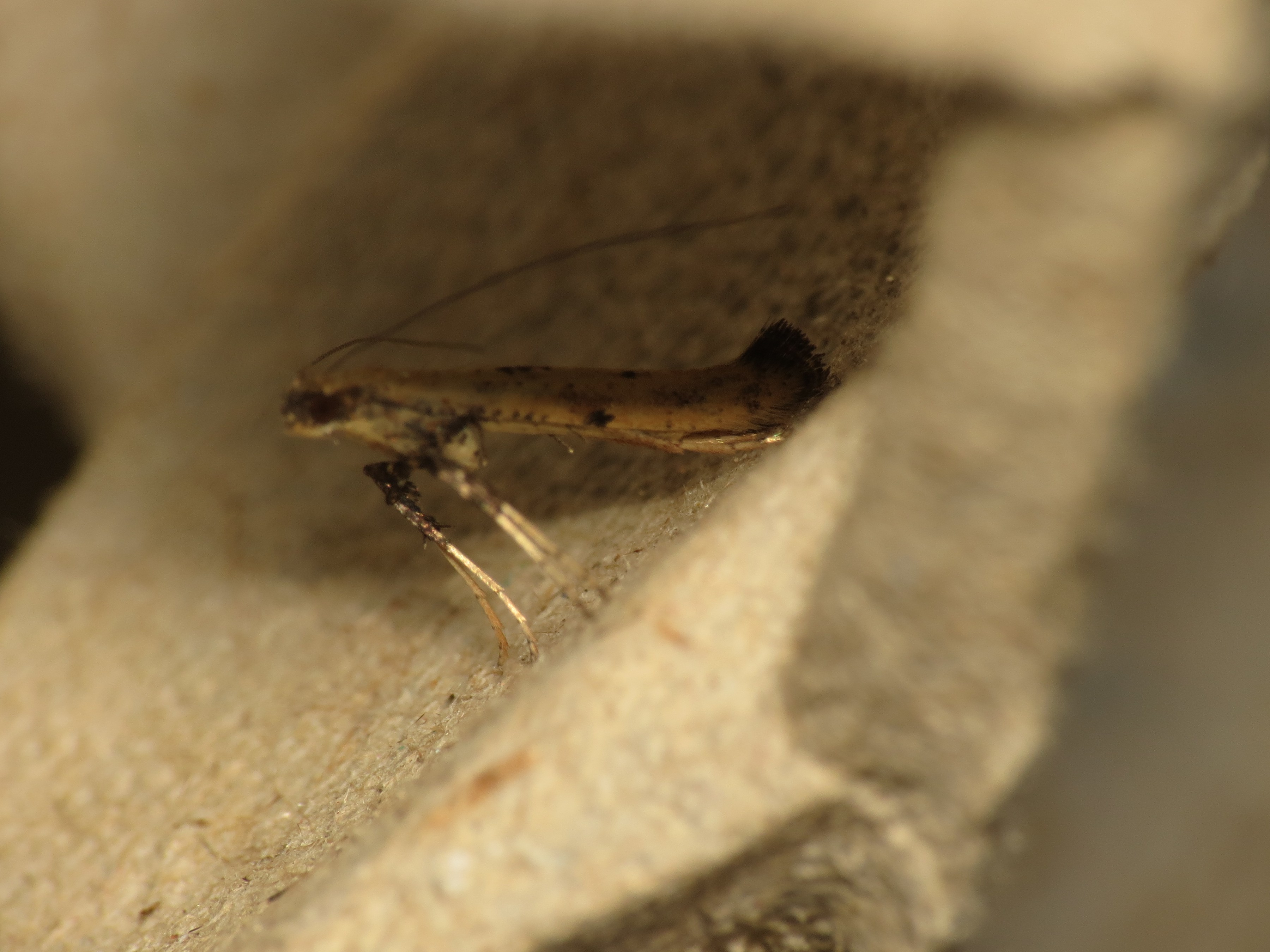